# 2020년 하계 올림픽 이탈리아 선수단
2020년 하계 올림픽 이탈리아 선수단은 2021년 7월 23일부터 8월 8일까지 일본 도쿄에서 열린 2020년 하계 올림픽에 참가한 올림픽 이탈리아 선수단이다.
이탈리아는 배드민턴, 필드하키, 축구, 핸드볼, 7인제 럭비 등 5개 종목을 제외한 모든 종목에 선수를 파견했으며 금메달 10개, 은메달 10개, 동메달 20개로 총 40개의 메달을 획득했다.

## 출전 선수
| 종목           | 남자 | 여자 | 전체 |
| -------------- | ---- | ---- | ---- |
| 양궁           | 1    | 3    | 4    |
| 아티스틱스위밍 | 빈칸 | 8    | 8    |
| 육상           | 41   | 34   | 75   |
| 농구           | 12   | 4    | 16   |
| 복싱           | 0    | 4    | 4    |
| 카누           | 4    | 3    | 7    |
| 사이클         | 15   | 10   | 25   |
| 다이빙         | 2    | 4    | 6    |
| 승마           | 2    | 3    | 5    |
| 펜싱           | 9    | 9    | 18   |
| 골프           | 2    | 2    | 4    |
| 체조           | 2    | 12   | 14   |
| 유도           | 4    | 4    | 8    |
| 가라테         | 3    | 2    | 5    |
| 근대5종        | 0    | 2    | 2    |
| 조정           | 13   | 10   | 23   |
| 요트           | 4    | 5    | 9    |
| 사격           | 9    | 5    | 14   |
| 스케이트보드   | 2    | 1    | 3    |
| 소프트볼       | 빈칸 | 15   | 15   |
| 스포츠클라이밍 | 2    | 1    | 3    |
| 서핑           | 1    | 0    | 1    |
| 수영           | 22   | 16   | 38   |
| 탁구           | 0    | 1    | 1    |
| 태권도         | 2    | 0    | 2    |
| 테니스         | 4    | 3    | 7    |
| 트라이애슬론   | 2    | 3    | 5    |
| 배구           | 16   | 14   | 30   |
| 수구           | 13   | 0    | 13   |
| 역도           | 3    | 2    | 5    |
| 레슬링         | 2    | 0    | 2    |
| 전체           | 193  | 180  | 373  |

## 종목별 성적

### 레슬링
남자
- 프랑크 차미소 5위

- 아브라암 코니에도 동메달

### 사격
여자
- 제시카 로시 여자 트랩 8위
- 디아나 바코시 여자 스키트 은메달